# Камйонка (гміна Мщонув)
Камйонка (пол. Kamionka) — село в Польщі, у гміні Мщонув Жирардовського повіту Мазовецького воєводства.
Населення — 104 особи (2011).
У 1975—1998 роках село належало до Скерневицького воєводства.

## Демографія
Демографічна структура станом на 31 березня 2011 року:
|          | Загалом | Допрацездатний вік | Працездатний вік | Постпрацездатний вік |
| -------- | ------- | ------------------ | ---------------- | -------------------- |
| Чоловіки | 49      | 13                 | 35               | 1                    |
| Жінки    | 55      | 19                 | 30               | 6                    |
| Разом    | 104     | 32                 | 65               | 7                    |